# 第五届乌镇戏剧节
第五届乌镇戏剧节（英語：Wu Zhen Theatre Festival）以“明”为主题，寓意；“厚德载物、临照四方的阴阳和合”。2017年10月19日至29日举行，来自全球12个国家地区的24部特邀剧目共计100场戏剧在乌镇演出。

## 单元

### 青年竞演

#### 入围作品
《离家出走》、《一又四分之一》、《众》、《破天》、《永续发展的某种假说》、《雪夜林间暂驻》、《迷路的乌龟》、《月》、《满》、《杀兔记》、《而喻》、《新台》、《花吃了那女孩》、《发育正常》、《徐娘梦》、《月潮》、《目垂》、《盛夏傍晚》

### 小镇对话
| 时间                       | 主题                                                    | 地点       |
| -------------------------- | ------------------------------------------------------- | ---------- |
| 2017年10月20日10:00-12:00  | 文学 剧场 女性                                          | 西栅评书场 |
| 2017年10月20日14:00-16:00  | 建筑中的戏剧                                            | 西栅评书场 |
| 2017年10月21日10:00-12:00  | 世间皆舞台                                              | 西栅评书场 |
| 2017年10月21日14:00-16:00  | 思考《海鸥》                                            | 西栅评书场 |
| 2017年10月22日14:00-16:00  | 表演中的自我                                            | 西栅评书场 |
| 2017年10月24日 14:00-16:00 | 重译莎士比亚 从文本到舞台——英国皇家莎士比亚剧团嘉宾对话 | 西栅评书场 |
| 2017年10月25日14:00-16:00  | 从火星看金星                                            | 西栅评书场 |
| 2017年10月26日10:00-12:00  | 那些生动的肖像                                          | 西栅评书场 |
| 2017年10月26日 14:00-16:00 | 超越舞台和荧幕的《黑夜黑帮黑车》                        | 西栅评书场 |
| 2017年10月27日14:00-16:00  | 中国戏剧向世界打开大门                                  | 西栅评书场 |
| 2017年10月29日10:00-11:30  | 互相侵蚀的戏剧与影像艺术                                | 西栅评书场 |
| 2017年10月29日14:00-16:00  | 第五届乌镇戏剧节回顾及展望                              | 西栅评书场 |
| 2017年10月26日 14:00-16:00 | 超越舞台和荧幕的《黑夜黑帮黑车》                        | 西栅评书场 |